# Magdalena Binder
Magdalena Binder (n. Sânpetru German, județul Arad), poetă și scriitoare de limba germană din România.
Din 1974 a început să publice în reviste și ziare de limba germană din România. A fost căsătorită cu Wolfgang Binder, care s-a ocupat o bună perioadă de partea muzicală a Teatrului German de Stat Timișoara..
A crescut în comuna Zăbrani, din Banat și a făcut parte din cercul literar Adam Müller-Guttenbrunn, din Timișoara.
În perioada 1976-1977 a dramatizat romanul Meister Jakob und seine Kinder, de Adam Müller-Guttenbrunn, pentru teatrul de amatori.

## Scrieri
- Abschied für ein Jahr. Das ungewöhnliche Schicksal der Margot Göttlinger. Biographischer Roman („Despărțirea pentru un an - Destinul neașteptat al lui Margot Göttlinger”), Editura Eurobit, Timișoara, 2003, 176 pagini, ISBN 973-620-057-4.  (Margot Göttlinger s-a numărat printre membrii fondatori și actrițele de frunte ale Teatrului German de Stat Timișoara).